# Рыцарь розы и креста
Рыцарь розы и креста — 18° в Древнем и принятом шотландском уставе. Первые упоминания о появлении этого градуса относятся к 1765 году.

## Версии появления розенкрейцерской степени
Согласно Жану-Пьеру Байярду, в конце XVIII века возникло два инспирированных розенкрейцерством масонских устава: Исправленный шотландский устав, широко распространенный в центральной Европе, где значительным было присутствие «Золотого и розового креста», и Древний и принятый шотландский устав, который впервые начал практиковаться во Франции, в котором 18° называется «Рыцарь розы и креста».
Переход от оперативного к спекулятивному масонству произошёл в промежутке между концом XVI и началом XVIII века. Два самых ранних спекулятивных масона, о которых существуют письменные свидетельства, это Сэр Роберт Морэй и Элиас Эшмол. Роберт Ванлоо констатирует, что розенкрейцерство начала XVII века имело значительное влияние на англосаксонское масонство. Ганс Шик видит в трудах Яна Коменского (1592—1670) идеал зарождающегося английского масонства до основания Первой великой ложи Англии в 1717 году. Коменский был в Англии в 1641 году.
Алхимик Самюель Рихтер, который в 1710 году во Вроцлаве под псевдонимом Синцериус Ренатус («Искренне обращенный») издал труд «Истинное и полное приготовление философского камня братьев из Ордена золотого и розового креста», основал в начале XVIII века в Праге Орден золотого и розового креста как иерархическое тайное общество, имеющее внутренний круг, опознавательные знаки и секретные алхимические исследования, материалы по которым выдавались только тем, кто достиг высоких степеней, то есть попал в тот самый внутренний круг. В 1767 и 1777 годах под предводительством Германна Фиктулда общество значительно реформировалось из-за политического давления. Его члены заявляли, что лидеры розенкрейцерского ордена изобрели франкмасонство, и что только им известны тайные значения масонских символов.
По этой легенде, розенкрейцерский орден основан последователями египетского мудреца Ормуза и которые эмигрировали в Шотландию под именем «Строители с Востока». После этого изначальный орден исчез и, предположительно, восстановлен Оливером Кромвелем как франкмасонство. В 1785 и 1788 годах Общество золотого и розового креста опубликовало «Тайные фигуры розенкрейцеров XVI и XVII веков».
Немецкая Великая национальная материнская ложа Три глобуса, под руководством Йохана Кристофа фон Вёллнера и генерала Йоханна Рудольфа фон Бишоффвердера, попала под влияние золотого и розового креста. Многие масоны стали розенкрейцерами и розенкрейцерство учреждено во многих ложах. В 1782 году на Вильгельмсбадском конвенте Древняя шотландская ложа Фридриха «Золотого льва» в Берлине убедительно попросила Фердинанда, принца Брауншвейгского, и других масонов подчиниться Золотому и розовому кресту, но безуспешно.
После 1782 года это крайне секретное общество добавило египетские, греческие и друидические мистерии в свою алхимическую систему. Сравнительное изучение того, что известно о Золотом и розовом кресте, ясно показывает, сколь огромное влияние этот орден оказал на создание некоторых современных инициатических обществ.
В соответствии с масонским историком Маркони де Негре, который вместе со своим отцом Габриелем Маркони учредил масонский устав Мемфиса, основанный на более ранних (1784 года) алхимических и герметических изысканиях розенкрейцерского учёного барона де Вестерода, распространявшего также в XVIII веке идеи общества Золотого и розового креста (можно сказать, Орден золотого и розового креста был внутренним ядром, по виду не связанным с уставом Мемфиса, однако полностью им руководившим).
Согласно этой легенде — розенкрейцерский орден был основан в 46 году, когда александрийский мудрец-гностик Ормуз и шестеро его сторонников обращены одним из апостолов Иисуса Марком. Их символом, как говорят, был красный крест, увенчанный розой, что указывает на розу и крест. Согласно этой точке зрения, розенкрейцерство предположительно появилось путём очищения египетских мистерий высшим учением раннего христианства.
Согласно книге Мориса Магре «Маги, пророки и мистики», Розенкрейц последний потомок немецкой семьи Гермельшаусен XIII века. Их замок находится в Тюрингенском лесу на границе с Гессеном и они приняли учение Альбигойцев. Вся семья истреблена Ландграфом Конрадом Марбургским из Турингии, кроме младшего сына, которому тогда было 5 лет. Его тайно увел монах, адепт-альбигоец из Лангедока и поместил его в альбигойский монастырь, где тот учился и встретил четверых братьев, с которыми позже основал розенкрейцерское братство. Выводы Магре якобы получены из неустановленных устных источников.
Около 1530 года, более чем за 80 лет до публикации первого манифеста, Ассоциация креста и розы уже существовала в Португалии в монастыре ордена Христа (Конвенту-де-Кришту), на родине рыцарей-тамплиеров, собственно, Орден Христа правопреемник тамплиерского ордена на территории Португалии. Три босетес были, и сейчас есть, в тайнике комнаты инициаций. Роза явно видна в центре креста.
Также существует второстепенный труд Парацельса «Prognosticatio Eximii Doctoris Paracelsi» (1530), содержащий 32 предсказания с аллегорическими иллюстрациями, окружающими загадочный текст, отсылающими к изображению двойного креста на распустившейся розе; это одни из примеров, доказывающие, что «Братство розы и креста» существовало намного ранее 1614 года.

## Легенда градуса
Посвящаемый все ещё находится в поиске истины и утраченного слова, и в своих путешествиях сквозь годы он узнает о трёх добродетелях, которыми должен руководствоваться — вере, надежде и милосердии. Помимо этого, ему объясняется сущность Нового закона.

## Урок градуса
Уроки данного градуса в том, что человек должен построить новый храм в своём сердце, в котором господу поклоняются во истине и во духе; а также в том, что необходим новый закон любви, понятный и обязательный для исполнения всеми людьми повсюду на Земле. Этот градус подтверждает принципы вселенскости и терпимости в самом широком толковании. Степень розы и креста учит трём основным постулатам: единству, неизменности и благу Бога; бессмертию души и неизбежности окончательного поражения и искоренения зла, несправедливости и горя избавителем, или Мессией, который обязательно придёт, если ещё не приходил.— Альберт Пайк